# Union pour le changement et le progrès
 (septembre 2022).
La mise en forme du texte ne suit pas les recommandations de Wikipédia : il faut le « wikifier ».
Les points d'amélioration suivants sont les cas les plus fréquents :
- Les titres sont pré-formatés par le logiciel. Ils ne sont ni en capitales, ni en gras.
- Le texte ne doit pas être écrit en capitales (les noms de famille non plus), ni en gras, ni en italique, ni en « petit »…
- Le gras n'est utilisé que pour surligner le titre de l'article dans l'introduction, une seule fois.
- L'italique est rarement utilisé : mots en langue étrangère, titres d'œuvres, noms de bateaux, etc.
- Les citations ne sont pas en italique mais en corps de texte normal. Elles sont entourées par des guillemets français : « et ».
- Les listes à puces sont à éviter, des paragraphes rédigés étant largement préférés. Les tableaux sont à réserver à la présentation de données structurées (résultats, etc.).
- Les appels de note de bas de page (petits chiffres en exposant, introduits par l'outil «  Source ») sont à placer entre la fin de phrase et le point final[comme ça].
- Les liens internes (vers d'autres articles de Wikipédia) sont à choisir avec parcimonie. Créez des liens vers des articles approfondissant le sujet. Les termes génériques sans rapport avec le sujet sont à éviter, ainsi que les répétitions de liens vers un même terme.
- Les liens externes sont à placer uniquement dans une section « Liens externes », à la fin de l'article. Ces liens sont à choisir avec parcimonie suivant les règles définies. Si un lien sert de source à l'article, son insertion dans le texte est à faire par les notes de bas de page.
- La présentation des références doit suivre les conventions bibliographiques. Il est recommandé d'utiliser les modèles {{Ouvrage}}, {{Chapitre}}, {{Article}}, {{Lien web}} et/ou {{Bibliographie}}. Le mode d'édition visuel peut mettre en forme automatiquement les références.
- Insérer une infobox (cadre d'informations à droite) n'est pas obligatoire pour parachever la mise en page.

Pour une aide détaillée, merci de consulter Aide:Wikification.
Si vous pensez que ces points ont été résolus, vous pouvez retirer ce bandeau et améliorer la mise en forme d'un autre article.
L'Union pour le changement et le progrès (UCP) est un parti politique algérien. Il a obtenu son agrément en 2013 après en avoir déposé une demande en 2012. Le système politique algérien dans un contexte de soulèvement régional, dit printemps arabe a ouvert le champ politique à de nouvelles formations politiques.

## Histoire

### Fondation
Les partis agréés en 2012 et 2013 ne reçoivent pas de subvention, ni de locaux pour abriter leur activité politique, contrairement aux partis agréés avant cette date. Le parti est actif grâce aux cotisations de ses membres.[réf. nécessaire] Le parti est légalisé le 19 mars 2013.

### Élection présidentielle de 2019
Zoubida Assoul a déclaré dans une émission télévisée sa volonté de se présenter à l'élection présidentielle de 2019.
Le parti est un membre fondateur du mouvement Mouwatana, qui allie société civile et partis politiques.
En 2019, l’UCP a soutenu la candidature de Ali Ghediri à l’élection présidentielle avant de se retirer pour rejoindre le Hirak populaire.

### Hirak
L’UCP a appelé depuis le 22 février à occuper la rue dans le cadre de manifestations pacifiques qui ont lieu entre 2019 et 2021 en Algérie. Sa présidente fait partie du Comité national pour la libération des détenus chargé de défendre les détenus du Hirak depuis sa naissance en 2019.

### Tentative de dissolution
Le 22 avril 2021, le ministère de l’Intérieur, des Collectivités locales et de l’Aménagement du territoire avait fait part, dans un communiqué, de poursuites judiciaires contre le parti présidé par Zoubida Assoul dont la situation est, à ses yeux, “illégale”. Le 20 janvier 2022, le Conseil d’État a rejeté la demande du ministère de l’Intérieur concernant la suspension de l’Union pour le Changement et le Progrès (UCP), en attendant une décision sur le fond.
Le parti tient son université d'automne en novembre 2023.

### Élection présidentielle de 2024
Le 1er mars 2024, Zoubida Assoul annonce sa candidature pour l'élection présidentielle de 2024.

## Dirigeants
L’UCP est fondée et présidée par Zoubida Assoul de sa création jusqu'au 31 mai 2025. Lors du congrès tenu en avril 2021 dans un contexte sanitaire exceptionnel dû à la pandémie de Covid-19, Zoubida Assoul est reconduite à la tête du parti à l’unanimité. Lors du même congrès, l'homme d'affaires Slim Othmani, est élu vice-président du parti. Le 31 mai 2025, Ammouche Abdeldjalil est élu président de l’UCP et un nouveau Bureau exécutif est constitué.